# Magnoncourt
Magnoncourt är en kommun i departementet Haute-Saône i regionen Bourgogne-Franche-Comté i östra Frankrike. Kommunen ligger i kantonen Saint-Loup-sur-Semouse som tillhör arrondissementet Lure. År 2022 hade Magnoncourt 400 invånare.

## Befolkningsutveckling
Antalet invånare i kommunen Magnoncourt
| Referens: INSEE |